# Stadion Miejski OSiR w Brodnicy
 Stadion Miejski OSiR w Brodnicy – stadion piłkarski posiadający także bieżnię lekkoatletyczną, skocznie i rzutnie, 5 kortów tenisowych oraz skatepark. Znajduje się w Brodnicy przy ul. Królowej Jadwigi 5. Na tym stadionie rozgrywane są spotkania grającej w IV lidze Sparty Brodnica.

## Historia
Stadion Miejski OSiR został oddany do użytku w roku 1930. Początkowo na jego trybunach mogło zasiąść ok. 2 000 osób. W latach 90. XX wieku obiekt zmodernizowano, podniesiono trybuny a jego pojemność zwiększyła się do około 2 500 miejsc  (w tym 945 miejsc siedzących).
W styczniu 2018 roku po kilku nieudanych przetargach ogłoszonych przez UM Brodnica na wyłonienie wykonawcy ruszyła modernizacja stadionu pod kątem lekkiej atletyki. Nowa arena lekkoatletyczna posiadać będzie bieżnie pełnowymiarową z czterema torami okólnymi oraz sześcioma torami na prostej z nawierzchnią syntetyczną oraz dwuścieżkową, jednostronną skocznię do skoku w dal i trójskoku, dwustronną skocznię do skoku o tyczce, rzutnie do rzutu oszczepem, pchnięcia kulą, do rzutu młotem i dyskiem oraz stanowisko do skoku wzwyż. 
Niestety modernizacja nie obejmuje rewitalizacji istniejących trybun, które są w fatalnym stanie (m.in. brakuje wielu krzesełek) oraz budowy ich zadaszenia czy oświetlenia boiska piłkarskiego. 

## Dane ogólne
- Nazwa: Stadion Miejski OSiR
- Adres: ul. Królowej Jadwigi 5
- Rok budowy: 1927-1930
- Boisko główne: wymiary 105,2 na 66,16 metra
- Pojemność: 2500 miejsc (w tym 945 miejsc siedzących)
- Klatka dla kibiców drużyny gości na około 120 miejsc
- Oświetlenie: brak
- Podgrzewana murawa: brak
- Boisko boczne: wymiary 95,2 na 47,8 metra
- Pojemność: 230 miejsc siedzących na trybunach

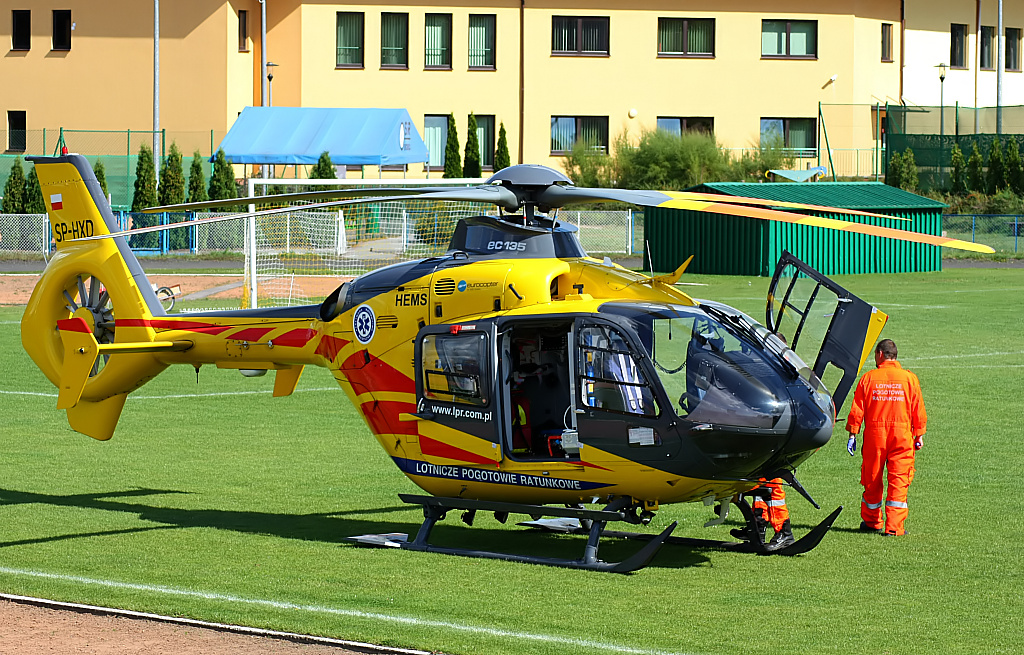
Eurocopter EC135 na Stadionie Miejskim OSiR w Brodnicy

- Oświetlenie: brak
- Podgrzewana murawa: brak